# Gnamptogenys preciosa
Gnamptogenys preciosa é uma espécie de formiga do gênero Gnamptogenys.